# 近衛衍子
近衛 衍子（このえ さわこ、明治2年7月16日（1869年8月23日） - 明治24年（1891年）10月20日）は、明治時代の女性。内閣総理大臣・近衛文麿の生母。

## 概要
父は加賀藩の最後の藩主・前田慶寧で五女。母は側室の扶伝（筆・梃秀院、家臣・久徳政信の娘）。
公爵・近衛篤麿に嫁いで明治24年（1891年）に長男・文麿を出産する。しかし産後の肥立ちが悪く間もなく死去したという。22歳没。
残された息子の文麿は衍子の死の翌年に篤麿に嫁いだ異母妹・近衛貞子が継母として育てたが、文麿と貞子は余り仲がよくなかったようで、後にこの母親の早世と継母の育児問題が文麿の性格に大きな影を落としたとされている。